# 弧带豆娘鱼
弧带豆娘鱼（学名：Abudefduf dicki）为雀鲷科豆娘鱼属的鱼类。分布于印度洋非洲东岸至太平洋菲律宾、北至日本、台湾岛以及南海诸岛等等。